# Jan Drašković (1234)
Jan Drašković (chorvatsky Ivan, ? - 1234 ) byl chorvatský šlechtic a voják z rodu Draškovićů.

## Vojenská kariéra
Sloužil jako vojenský velitel za vlády uherského krále Ondřeje II., v jehož řadách se účastnil bojů křížových výprav u Damietty a Damašku.
Po návratu do Chorvatska v roce 1222 údajně daroval první veszprémské katedrále drahý zlatý kalich zdobený erbem Draškovićů.